# 刮魚
刮魚（俄文：строганина，有「刮」的意思。）〉為一道北極西伯利亞地區原住民的菜餚，這道食物由生的薄長凍魚片所構成。在貝加爾湖周圍，這道菜又被稱作「raskolokta」傳統的凍魚由北極西伯利亞海域的白鮭亞科鮭魚所做成，如白北鮭、穆森白鮭、chir、貝加爾白鮭。 少數地方是用鱘科做成。這道菜在北西伯利亞地區極為常見，並且呈現在雅庫特人、愛斯基摩人、科米人、雅瑪爾人的菜餚中。對於缺乏新鮮蔬菜的西伯利亞地區原住民族而言，它富含多種維生素，這些維生素長期以來一直幫助居民避免壞血病。

## 做法

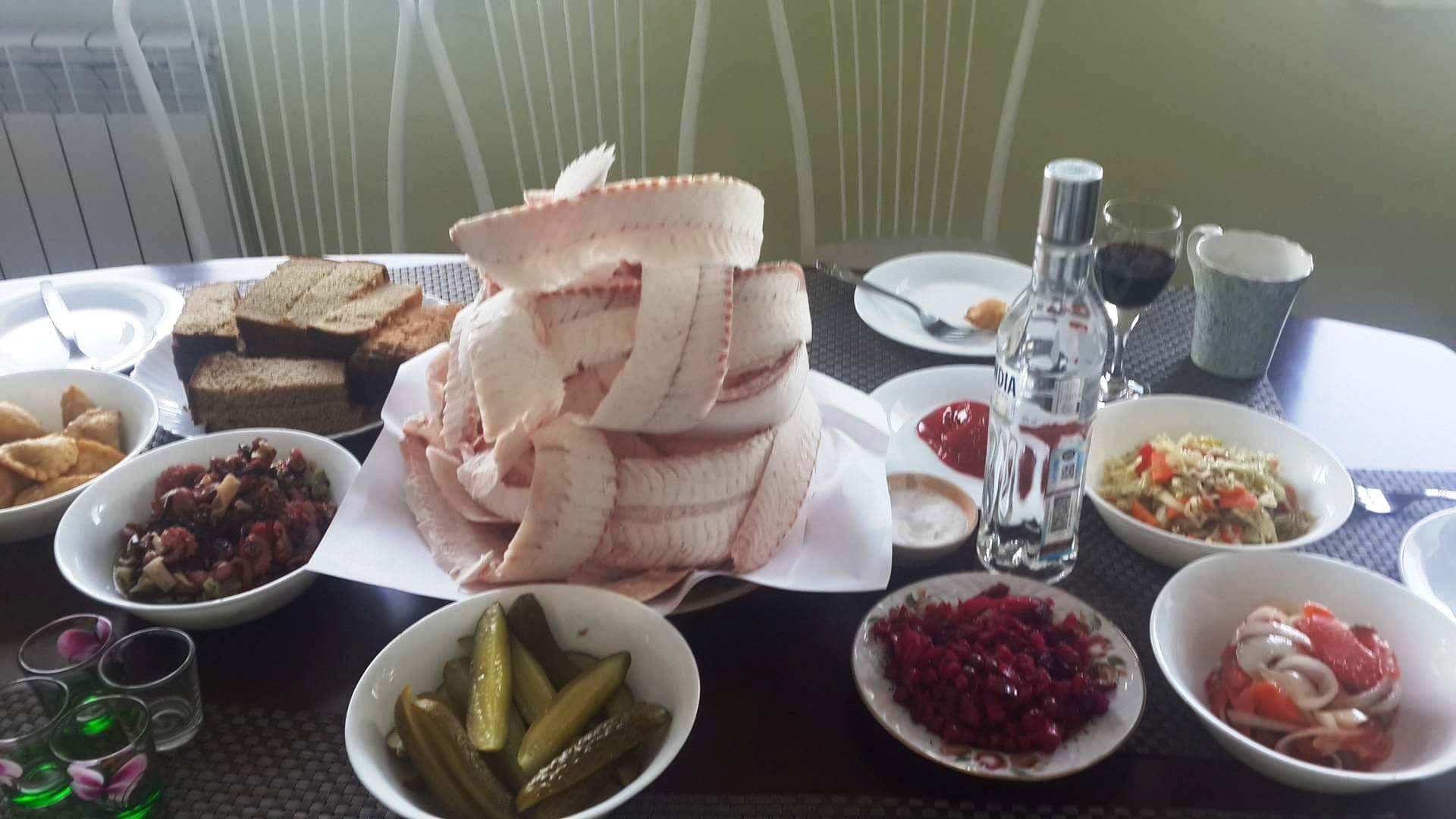
刮魚片

刮魚的準備材料是新鮮的冷凍魚。刮魚通常使用的是晚秋冰下捕的魚，然後趁新鮮的時候馬上冷凍，為的就是避免肉裡頭生成冰的結晶。這些魚可以藉由接近冰凍的冰水避免脫水，更好地保存魚肉冷凍狀態，緊接著通常直接冷凍，不彎曲魚的身體。
在準備刮魚之前，從背部和腹部切下皮膚條從尾部到頭部，將肉垂直切開。將魚頭朝下放在堅硬的表面上並剝皮，沿著身體用鋒利的刀切下一片片的魚片。雅庫特刀的幾何形狀最適合切割將切下的長魚片呈絲帶捲曲狀。為了保持切片盡可能長時間冷凍，刮魚會立即放上非金屬冷凍盤或帶有鹽和黑胡椒粉的冰凍碗中，通常用手吃東西的時候仍然凍結。

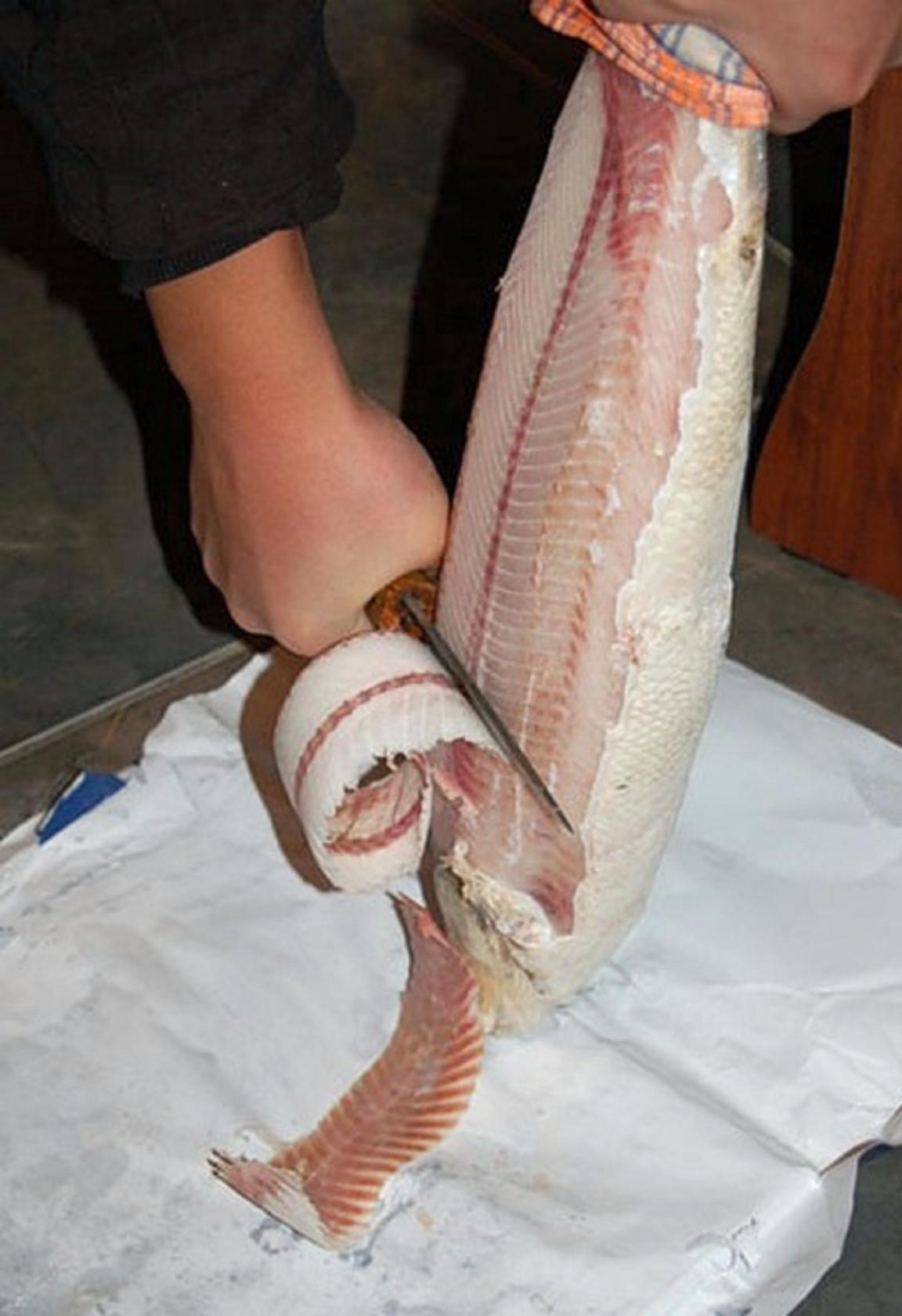
用雅庫特刀切割刮魚片

## 其他呈現形式

### 乳製品
這一道菜有另一種形式是「乳品刮魚」，這是使用冷凍鮮牛奶與凍魚一同製成的。

### 馴鹿肉
刮魚的原文「Stroganina」除了以魚類為食材外，也有另一種呈現方式是以馴鹿肉切薄片所製成。這是古老的食譜做法，自古以來位於西伯利亞的人便會以這種方式烹調馴鹿肉，至今仍頗受歡迎。
製作馴鹿肉的stroganina方式十分簡單。首先，需要準備新鮮並且冷凍的馴鹿肉。將肉中的骨頭完全去除，並且在流動的水下徹底清洗馴鹿肉。為了使肉質良好，以特殊的方式切割肉片是十分重要的，必須將馴鹿肉切成大約2毫米厚，30毫米寬，100毫米長的條狀。
通常還會加入切碎的香料，例如：洋蔥和大蒜。不要搗爛或磨碎大蒜，菜的味道會因此不同。將肉塊撒上鹽，加入胡椒粉，與洋蔥和大蒜混和，然後捲起肉片，可以使用一個線繩固定肉片捲。

## 節日

### stroganina節
雅庫茨克市舉辦了傳統雅庫特食物的慶祝活動，其中stroganina節日舉辦於每年的十二月初，在活動中會有凍魚的切片機與食用者競賽。在節日中，無論是參與的當地居民或是旅人都有機會品嚐不同種類的凍魚，也能夠參加各種比賽和體育比賽。遊客還有機會以非常優惠的價格購買冷凍魚。

## 搭配
傳統上刮魚配上鹽和胡椒，並且會在嘴裡融化。同時，也可以浸在醋或番茄醬中。現在，有一句話是這麼說的：「只有雪橇犬吃不含伏特加酒的刮魚。」許多人認為刮魚跟魚子醬一樣，與伏特加酒的搭配是美好的。